# DFB-Junioren-Vereinspokal 2008/09
Der DFB-Junioren-Vereinspokal 2008/09 begann am 20. September 2008 und endet mit dem Finale am 30. Mai 2009. Er wird zum 23. Mal ausgespielt.

## Teilnehmende Mannschaften
Am Wettbewerb nehmen die Juniorenpokalsieger der 21 Landesverbände des DFB teil:
- Holstein Kiel (Schleswig-Holstein)
- Hamburger SV (Hamburg)
- Werder Bremen (Bremen)
- VfL Wolfsburg (Niedersachsen)
- Hansa Rostock (Mecklenburg-Vorpommern)
- Türkiyemspor Berlin (Berlin)
- SV Babelsberg 03 (Brandenburg)
- 1. FC Magdeburg (Sachsen-Anhalt)
- Dynamo Dresden (Sachsen)
- FC Carl Zeiss Jena (Thüringen)
- 1. FC Köln (Mittelrhein)
- MSV Duisburg (Niederrhein)
- Borussia Dortmund (Westfalen)
- TuS Koblenz (Rheinland)
- 1. FSV Mainz 05 (Südwest)
- 1. FC Saarbrücken (Saarland)
- Eintracht Frankfurt (Hessen)
- VfB Stuttgart (Württemberg)
- Karlsruher SC (Baden)
- SC Freiburg (Südbaden)
- 1. FC Nürnberg (Bayern)

## 1. Runde
| Datum      |                     | Ergebnis              |                     |
| ---------- | ------------------- | --------------------- | ------------------- |
| 20.09.2008 | Türkiyemspor Berlin | 2:1 (0:0)             | Karlsruher SC       |
| 20.09.2008 | MSV Duisburg        | 1:0 (1:0)             | Hansa Rostock       |
| 21.09.2008 | VfL Wolfsburg       | 1:5 (1:2)             | Borussia Dortmund   |
| 21.09.2008 | 1. FC Köln          | 1:3 (0:1)             | SC Freiburg         |
| 21.09.2008 | Holstein Kiel       | 2:2 n. V. (7:6 i. E.) | Eintracht Frankfurt |

## Achtelfinale
| Datum      |                   | Ergebnis              |                     |
| ---------- | ----------------- | --------------------- | ------------------- |
| 22.11.2008 | 1. FC Magdeburg   | 2:1 (1:0)             | VfB Stuttgart       |
| 22.11.2008 | Borussia Dortmund | 5:3 (2:1)             | 1. FSV Mainz 05     |
| 23.11.2008 | Holstein Kiel     | 0:0 n. V. (2:4 i. E.) | Türkiyemspor Berlin |
| 23.11.2008 | SC Freiburg       | 3:2 (2:1)             | Hamburger SV        |
| 07.02.2009 | Dynamo Dresden    | 0:1 (0:0)             | FC Carl Zeiss Jena  |
| 07.02.2009 | TuS Koblenz       | 4:3 n. V. (2:2, 1:2)  | MSV Duisburg        |
| 08.02.2009 | 1. FC Saarbrücken | 5:1 (3:0)             | Werder Bremen       |
| 22.03.2009 | SV Babelsberg 03  | 0:4 (0:2)             | 1. FC Nürnberg      |

## Viertelfinale
| Datum      |                   | Ergebnis              |                     |
| ---------- | ----------------- | --------------------- | ------------------- |
| 12.04.2009 | 1. FC Saarbrücken | ?:? n. V. (5:3 i. E.) | Türkiyemspor Berlin |
| 12.04.2009 | SC Freiburg       | 1:0 (0:0)             | 1. FC Nürnberg      |
| 12.04.2009 | 1. FC Magdeburg   | 1:2 (0:1)             | FC Carl Zeiss Jena  |
| 22.04.2009 | Borussia Dortmund | 6:1 (2:1)             | TuS Koblenz         |

## Halbfinale
| Datum      |                    | Ergebnis  |                   |
| ---------- | ------------------ | --------- | ----------------- |
| 03.05.2009 | FC Carl Zeiss Jena | 0:2 n. V. | SC Freiburg       |
| 03.05.2009 | 1. FC Saarbrücken  | 2:3 (1:1) | Borussia Dortmund |

## Finale
| Paarung           | SC Freiburg – Borussia Dortmund |
| Ergebnis          | 2:2 n. V. (1:1, 0:0), 6:5 i. E. |
| Datum             | 29. Mai 2009 |
| Stadion           | Karl-Liebknecht-Stadion, Potsdam |
| Zuschauer         | 2.500 |
| Schiedsrichter    | Felix Zwayer (Berlin) |
| Tore              | 0:1 Arslan (65.) 1:1 Ginter (78.) 1:2 Stiepermann (99.) 2:2 Klein (119.) Elfmeterschießen: für Freiburg trafen: Höfler, Bektasi, Klein, Sautner, Lais und Durak für Dortmund trafen: M. Götze, Sobiech, Evers, Hornschuh, Arslan – F. Götze scheiterte                        |
| SC Freiburg       | Oliver Baumann – Oliver Sorg, Marc Lais, Marc Endres, Tobias Klein, Niklas Ginter (105. Cenan Durak), Nicolas Höfler, Jonathan Schmid (100. Timo Schwär), Stefan Vogler (75. Uwe Zangl), Christian Bickel (70. Erich Sautner), Squipon Bektasi Cheftrainer: Christian Streich |
| Borussia Dortmund | Zlatan Alomerović – Kai-Bastian Evers, Fabian Götze, Marco Stiepermann (112. Tim Treude), Marcel Kandziora, Tolgay Arslan, Saban Ferati (117. Selcuk Gülec), Marc Hornschuh, Lasse Sobiech, David Blacha, Mario Götze Cheftrainer: Peter Hyballa                              |